# Supercoppa russa 2020 (pallavolo femminile)
La Supercoppa russa 2020 si è svolta il 27 settembre 2020: al torneo, dedicato alla memoria della pallavolista Serafima Kundirenko, hanno partecipato due squadre di club russe e la vittoria finale è andata per la prima volta alla Dinamo-Ak Bars.

## Regolamento
Le squadre hanno disputato una gara unica, valida peraltro anche per la terza giornata di regular season del campionato 2020-21.

## Squadre partecipanti
| Squadra               | Qualificazione                                      |
| --------------------- | --------------------------------------------------- |
| Dinamo-Ak Bars        | Vincitrice Superliga 2019-20 e Coppa di Russia 2019 |
| Lokomotiv Kaliningrad | 2ª in Superliga 2019-20                             |

## Torneo
| 27 settembre 2020 Centr volejbola Sankt-Peterburg, Kazan' Durata: 1h:25 - Spettatori: ? | Dinamo-Ak Bars | 3 - 0 | Lokomotiv Kaliningrad | 25-23, 25-18, 25-22 |